# Belogorsk (Crimea)
Bilohirs'k (in ucraino Білогірськ?); in russo Белого́рск?, Belogorsk; in tataro di Crimea  Къарасувбазар?, Qarasuvbazar; turco: Karasubazar) è una città della Crimea. La città, in quanto parte della penisola di Crimea, è riconosciuta dalla maggior parte delle nazioni come appartenente all'Ucraina, ma è annessa alla Russia dal 2014.
Bilohirs'k si trova a 41 km a nord-est di Sinferopoli. Il nome in lingua russa ed ucraina significa letteralmente montagne bianche. In lingua tatara invece il toponimo Qarasuvbazar significa: bazar sul fiume Karasu.

## Storia
Nel 1736, quando Bachčisaraj venne conquistata dall'Impero russo il Khan tataro Giray si rifugiò qui. L'anno seguente tuttavia anche quest'ultimo bastione dei Tatari di Crimea cadde sotto i colpi dell'esercito russo. Nel corso della seconda guerra mondiale Belogorsk fu occupata dai tedeschi tra il 1941 ed il 1944. Nel corso dell'occupazione la locale comunità ebraica venne completamente annientata dai nazisti.